# Cecil Sandford
Cecil Charles Sandford (Blockley, 21 de fevereiro de 1928 – 28 de novembro de 2023) foi um motociclista britânico, bicampeão do mundo e duas vezes vencedor do TT da Ilha de Man.

## Carreira
Sandford teve suas primeiras experiências em competições de motos correndo em competições off-road locais. Em 1950 ele recebeu uma oferta para se tornar piloto de fábrica da AJS, ao lado de Leslie Graham, que fora o campeão da primeira edição do mundial de motovelocidade, no ano anterior.
Tendo participado de apenas duas corridas no ano, deixou a equipe para correr pela Velocette (disputou apenas uma corrida a mais, mas obtendo um pódio), e depois seguiu Graham para a equipe da MV Agusta, vencendo o título nas 125cc logo em seu primeiro ano, 1952, o qual também seria o primeiro na história da equipe.
Com um segundo no ano seguinte ao título, em 1953, e um terceiro em 1955 (pela Moto Guzzi) como melhores colocações no campeonato, o seu segundo título viria apenas em 1957, nas 250cc, correndo pela Mondial, se tornando o primeiro britânico a vencer nas duas categorias. Apesar disso, a equipe italiana decidiu se retirar das competições ao fim da temporada, devido ao aumento dos custos envolvidos, e Sandford decidiu se retirar das competições, também.